# 42. Jäger-Division (Wehrmacht)
Die 42. Jäger-Division war eine deutsche Infanterie-Division im Zweiten Weltkrieg.

## Geschichte

### 187. Infanterie-Division

#### Aufstellung
Im November 1939 wurde die 187. Infanterie-Division mit Aufstellungsort Linz im Wehrkreis XVII aus der im April 1939 aufgestellten Ersatztruppe des Wehrkreis XVII gebildet und einen Monat später in die Division Nr. 187 umbenannt.

### 187. Reserve-Division

#### Aufstellung durch Umbenennung
Die Division Nr. 187 wurde im September 1942 in die 187. Reserve-Division umbenannt.

#### Kroatien
Durch die zunehmenden Kampfhandlungen wurde der Großverband von Österreich nach Agram, Kroatien, in die Heeresgruppe E überstellt.
Die 187. Reserve-Division war im Rahmen des Unternehmens Kugelblitz (Dezember 1943) eingesetzt, um die nördliche Flanke des deutschen Angriffsgebiets zu sichern. Die Sicherungstruppe der 187. Division versagte hierbei im entscheidenden Moment, da sich das III. Korps der Volksbefreiungsarmee in der Nacht des 15./16. Dezember 1943 bei Han Pijesak unbemerkt durch die Sicherungslinie der Division schleichen konnte und damit dem Zugriff der deutschen Truppen entkam.

### 42. Jäger-Division

#### Aufstellung durch Umbenennung
Die Division wurde am 22. Dezember 1943 in Slavonski Brod, Kroatien, aus der 187. Reserve-Division aufgestellt und führte Operationen gegen Partisanen durch. Anschließend war die Division Teil des Unternehmens Margarethe. Von Mai 1944 bis Juli 1944 kam der Verband in Jugoslawien zum Einsatz. Ein Regiment nahm an der Schlacht an der Neretva teil. 

#### Verlegung nach Italien
Anschließend folgte die Verlegung nach Italien erst bei der 14. dann bei der 10. Armee. Im März 1945 bestand die Division nur noch aus knapp 2500 Mann. Zu Beginn der alliierten Frühjahrsoffensive in Italien stand die Division südöstlich von Comacchio in der Emilia-Romagna. Während des Angriffes der britischen 8. Armee auf die deutsche Irmgardlinie am Fluss Senio, Deckname Operation Buckland, erlitt die Division am 10. April 1945 schwere Verluste. Am 13. April verteidigten die Reste der Division südlich von Argenta die strategisch wichtige Brücke über den Reno bei Bastia. Anschließend wurde die Division in den Apennin südwestlich von Bologna verlegt, nachdem die 5. US-Armee dort ebenfalls zum Angriff (Operation Craftsman) übergegangen war. Am 24. April 1945 stand sie noch südlich des Flusses Po. 

#### Kapitulation
Die Reste der Division ergaben sich Ende des Monats bei Belluno in Oberitalien den britischen Einheiten.

## Gliederung

### 1940
- Infanterie-Ersatz-Regiment 45 (Krummau/Moldau) mit drei Bataillone
- Infanterie-Ersatz-Regiment 130 (Linz) mit drei Bataillone
- Infanterie-Ersatz-Regiment 462 (Gmunden) mit drei Bataillone
- Artillerie-Ersatz-Regiment 45 (Wels) mit zwei Abteilungen
- Panzerjäger-Ersatz-Abteilung 17 (Freistadt)
- Pionier-Ersatz-Abteilung 86 (Melk)
- Kraftfahrer-Ersatz-Abteilung 17 und 45 (Enns)

### 1944
- Jäger-Regiment 25
- Jäger-Regiment 40
- Artillerie-Regiment 142
- Panzerjäger-Abteilung 142
- Aufklärungs-Abteilung 142
- Pionier-Bataillon 142
- Jäger-Division-Nachrichten-Abteilung 142

## Kommandeure
- Generalmajor Walther Graeßner: von November 1939 bis Februar 1940
- Generalmajor/Generalleutnant Konrad Stephanus (1880–1961): Februar 1940 bis August 1942
- Generalleutnant Josef Brauner von Haydringen (1886–1954): August 1942 bis April 1944
- Generalmajor/Generalleutnant Walter Jost: April 1944 bis 24. April 1945 (getötet)

## Bekannte Divisionsangehörige
- General Otto Mitlacher (1907–1986): von März 1944 bis September 1944 als Erster Generalstabsoffizier (Ia)